# 威納峰
76°49′S 144°30′W / 76.817°S 144.500°W
威納峰（英語：Wiener Peaks）是南極洲的山峰，位於瑪麗伯德地，處於帕瑟爾山東北面9公里，屬於福特山脈的一部分，由美國研究隊發現，現時由南極條約體系管理。